# Landskapsmuseet Angeln

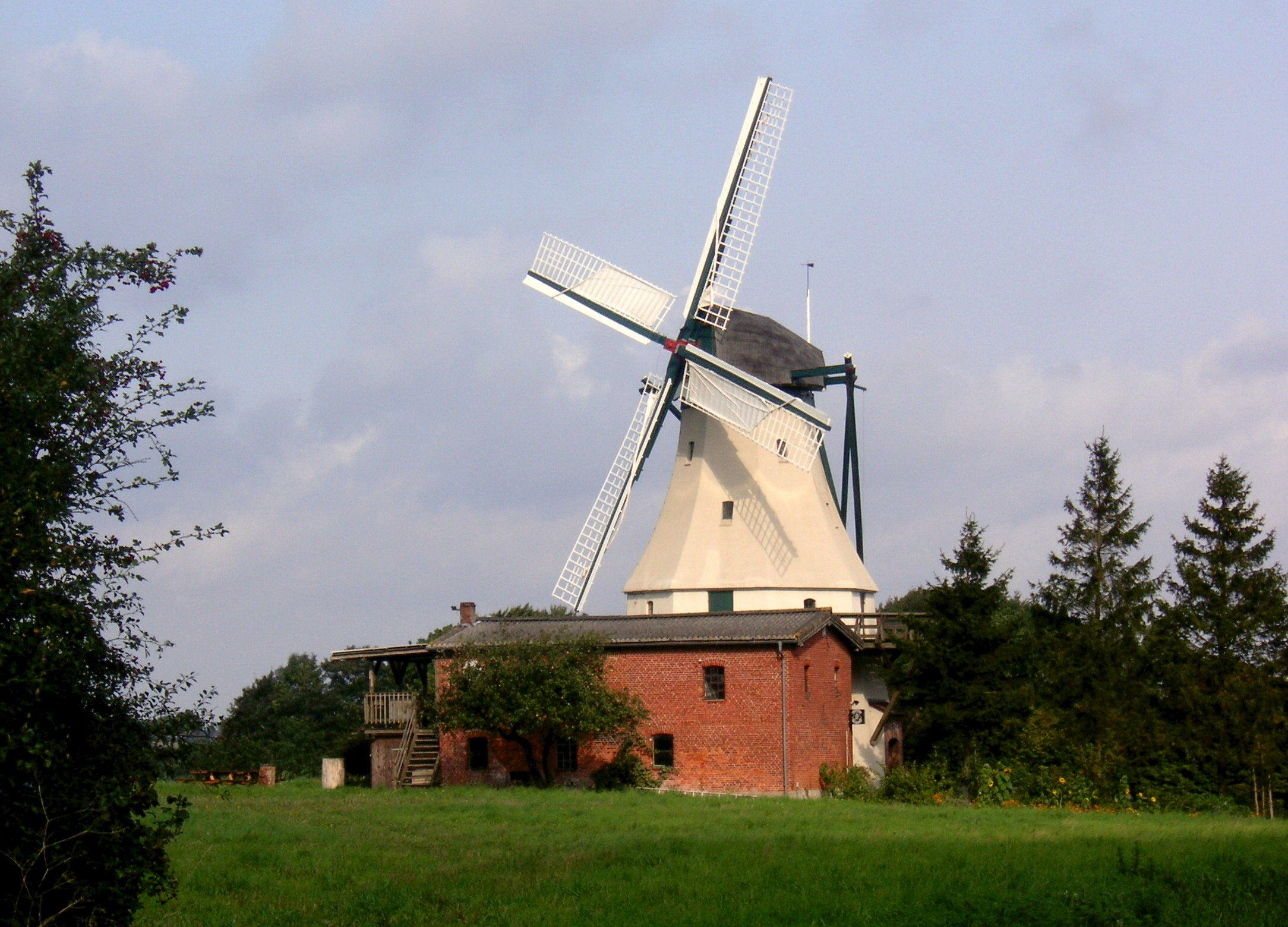
Väderkvarnen "Fortuna" är museets kännetecken.

Landskapsmuseet Angeln (tyska: das Landschaftsmuseum Angeln) är ett friluftsmuseum i samhället Unewatt (danska Undevad)  på halvön Angeln i det tyska förbundslandet Schleswig-Holstein, nära Flensburgfjorden. 

## Konceptet
Museet, som är jämförbart med ett ekomuseum, berättar på fem ”stationer” om traktens by- och bondeliv under 1700-, 1800- och 1900-talen samt om lantlig livsmedelsproduktion under denna period. Med undantag för gården Marxenhaus står samtliga museibyggnader på sin ursprungliga plats. I samband med att Marxenhaus flyttades till Unewatt öppnades Landskapsmuseet Angeln den 23 juni 1993. Besökaren leds via en rundgång mellan stationerna som börjar med Marxenhaus och avslutas med Chistensenladen. Museet drivs av kulturstiftelsen Kreis Schleswig-Flensburg.

## Rundvandring

### Marxenhaus
Gården består idag av huvudbyggnad med stall (under samma tak) samt fristående loge och stod ursprungligen i södra delen av Angeln. De äldsta delarna kunde dateras till början av 1600-talet. Ombyggnader följde i slutet av 1700- och början av 1800-talet. Typisk för denna typ av bondearkitektur är att bostadsdelen och stalldelen samsas under samma tak. 1980 hotades den då stark förfallna gården av rivning. Men byggnaden mättes upp, demonterades och lagrades samt återuppfördes några år senare på sin nuvarande plats.

Marxenhaus
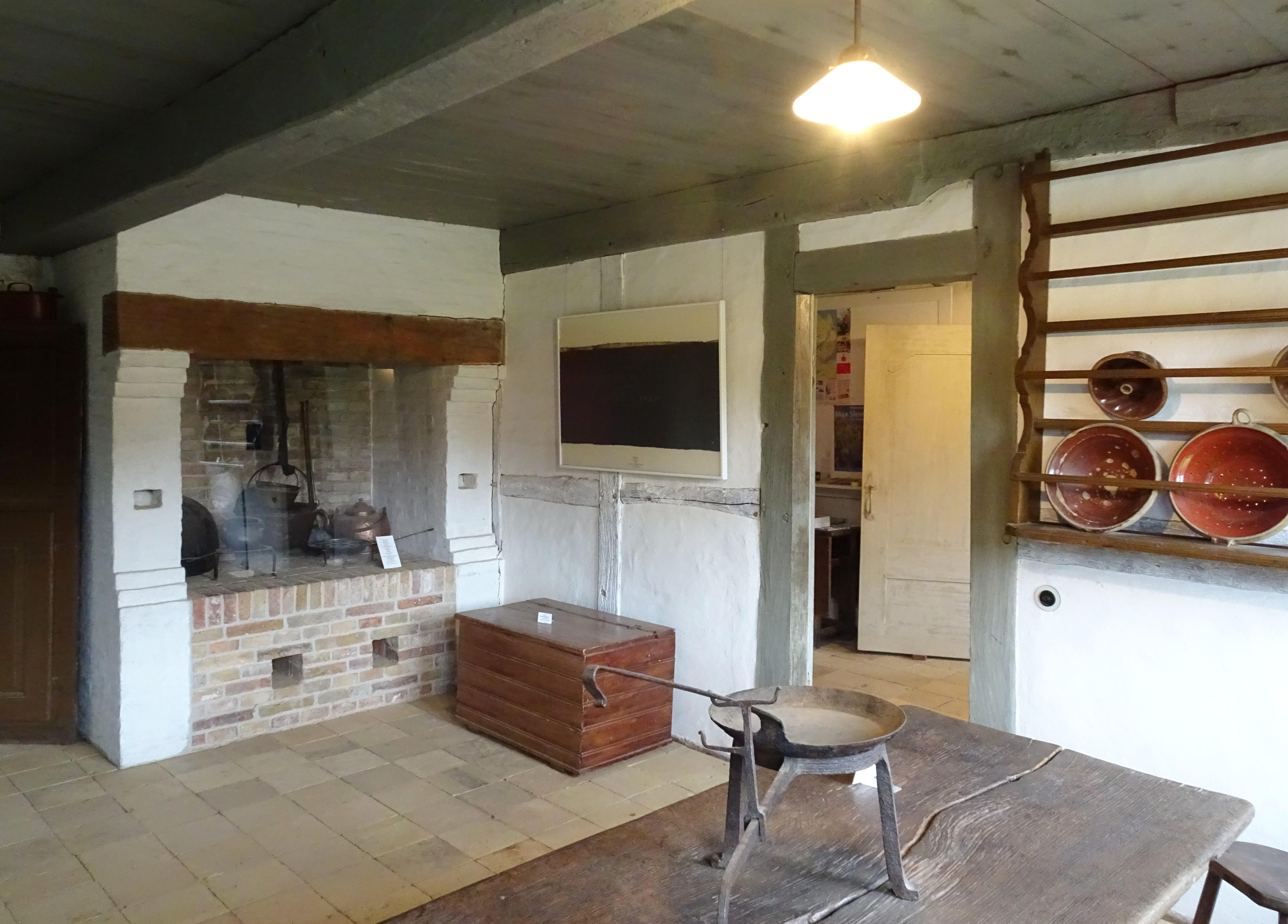
Köket
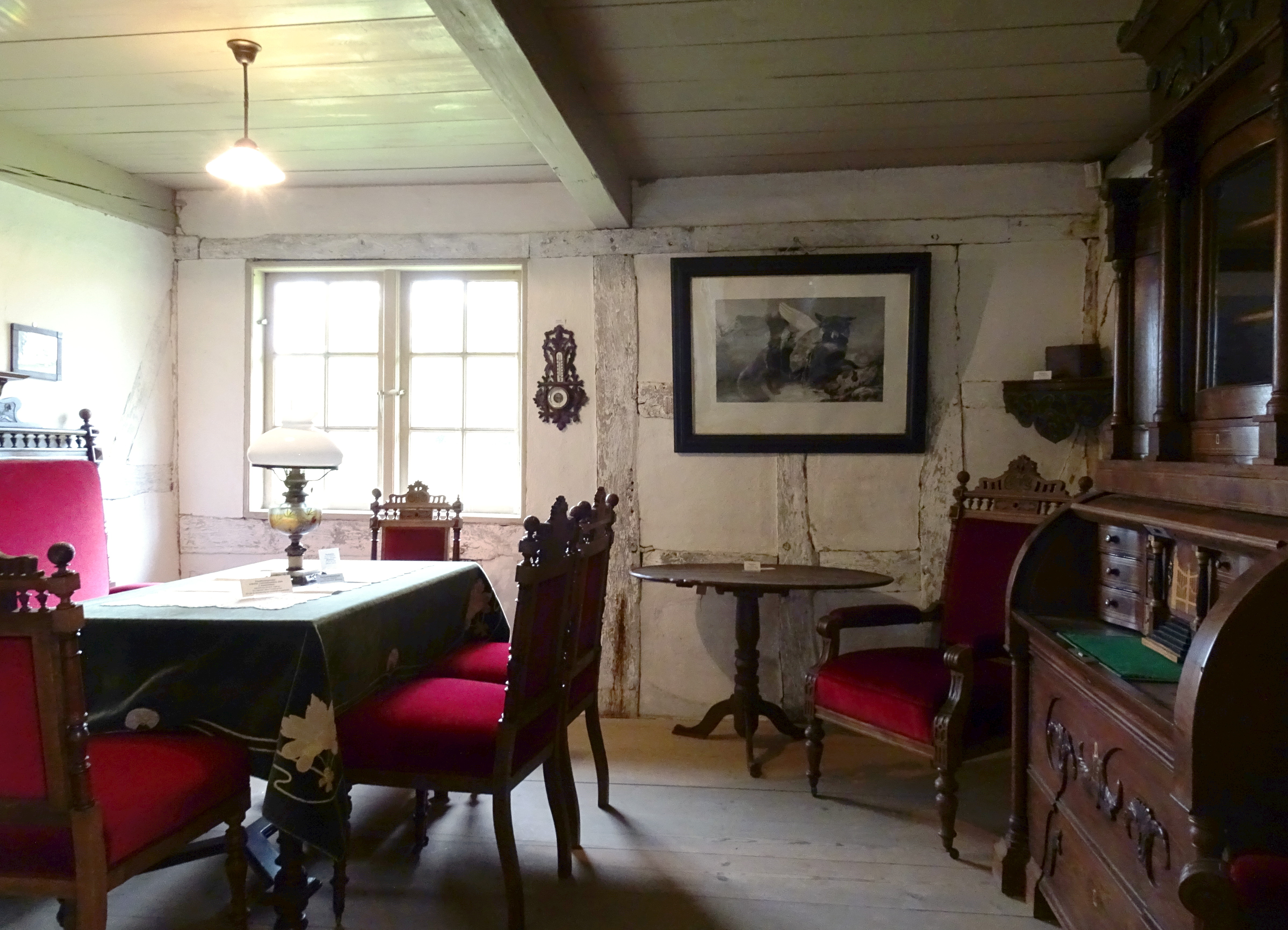
Boningsrum
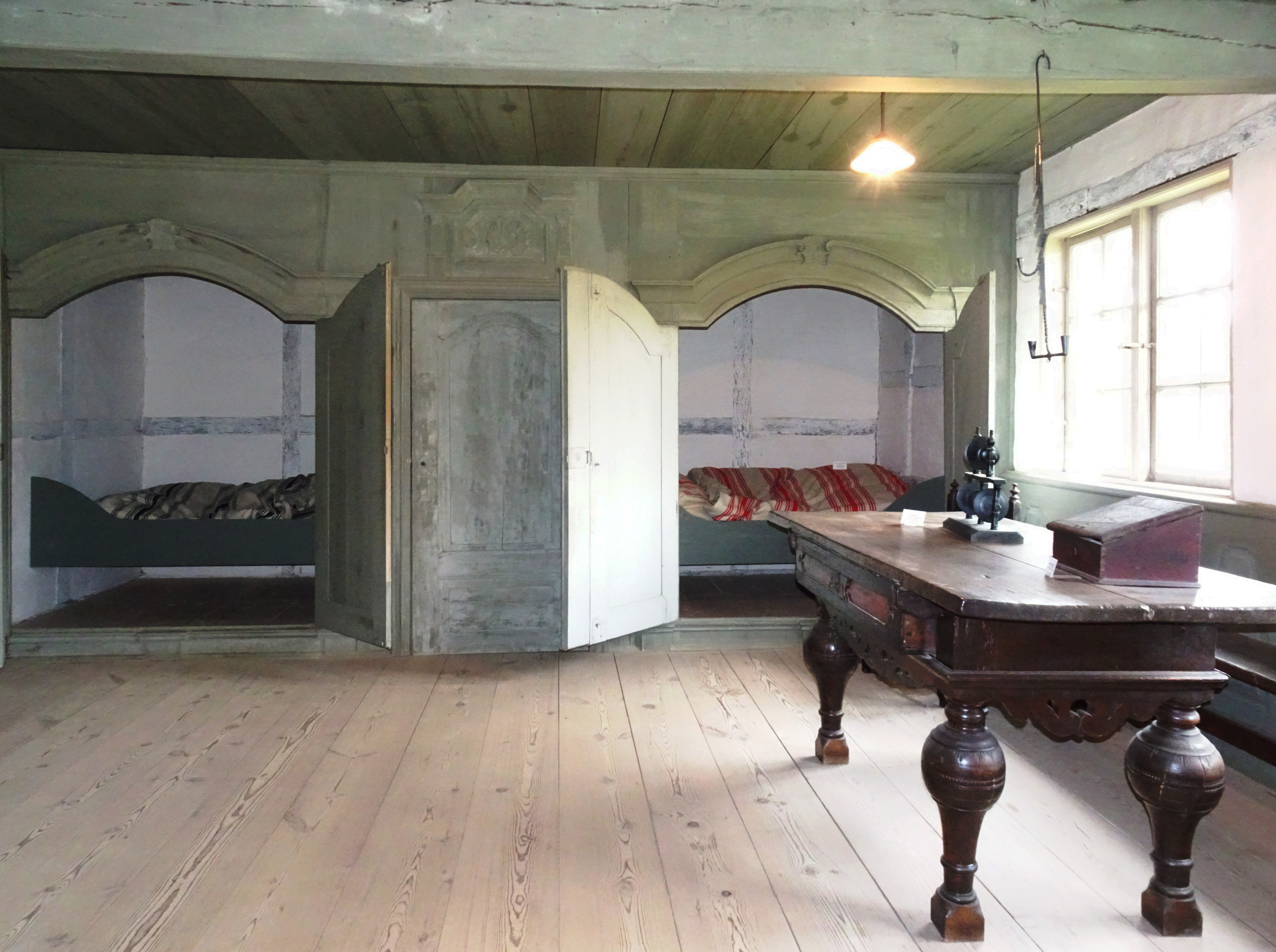
Sovrum
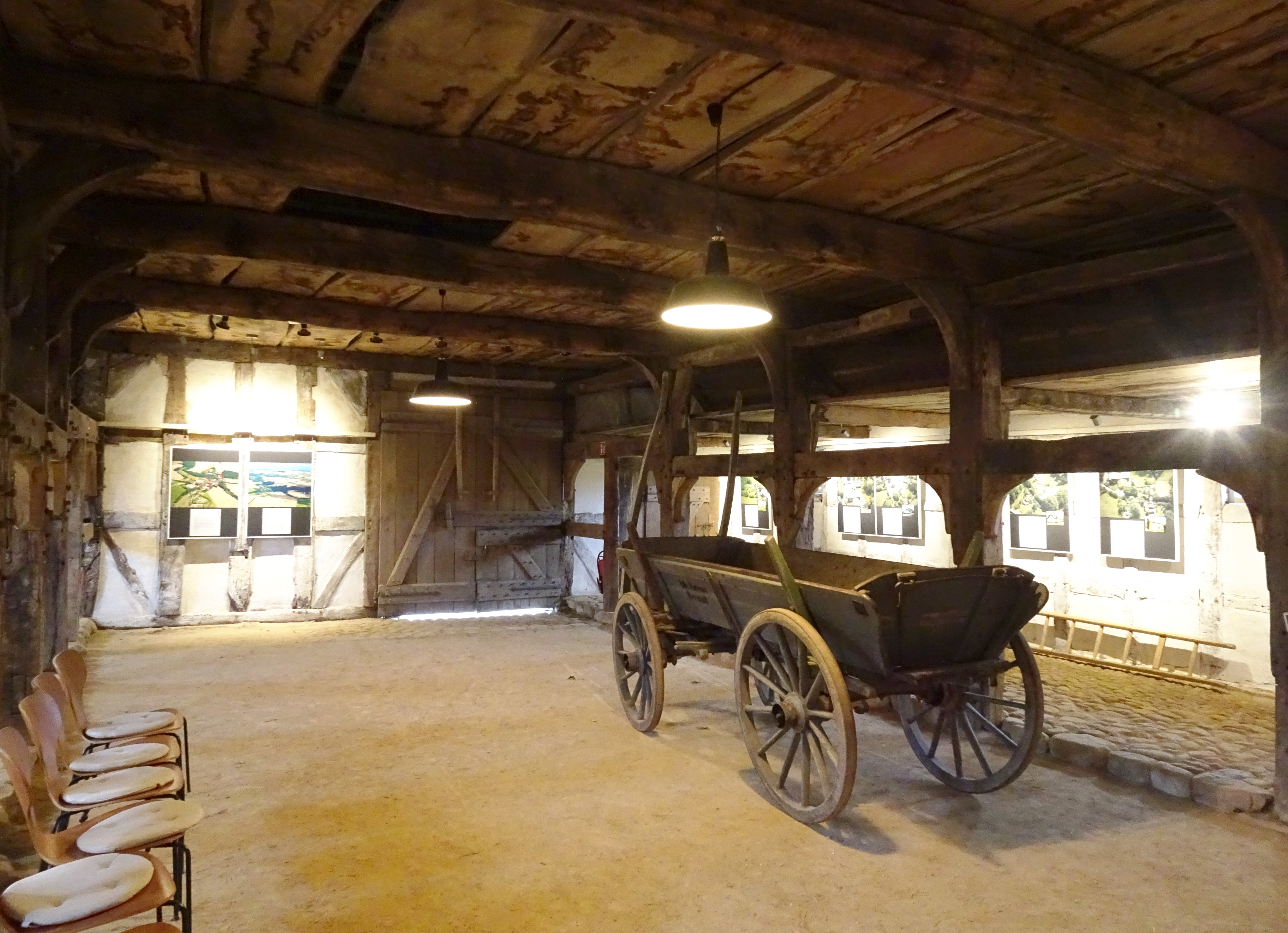
Stallet

### Rökeri och transformatorhus
Rökeriet och transformatorhuset hör till de nyaste tillskotten och ingår i museet sedan år 2005. Ortens rökeri med sina två rökkammare härrör från 1894 och är numera fullständigt renoverat. Intilliggande transformatorhuset byggdes 1922 när Unewatt fick elektricitet. Under 80 år användes det innan det ersattes av en modern anläggning. 

Rökeri och transformatorhus
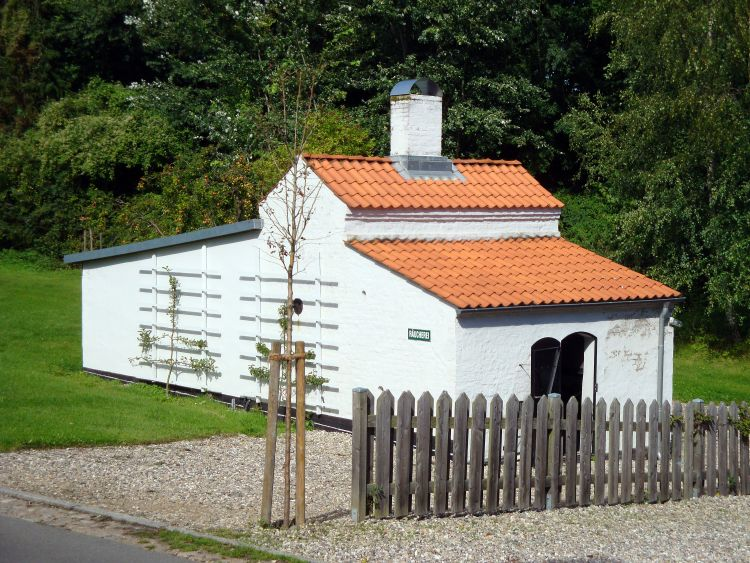
Rökeriets byggnad
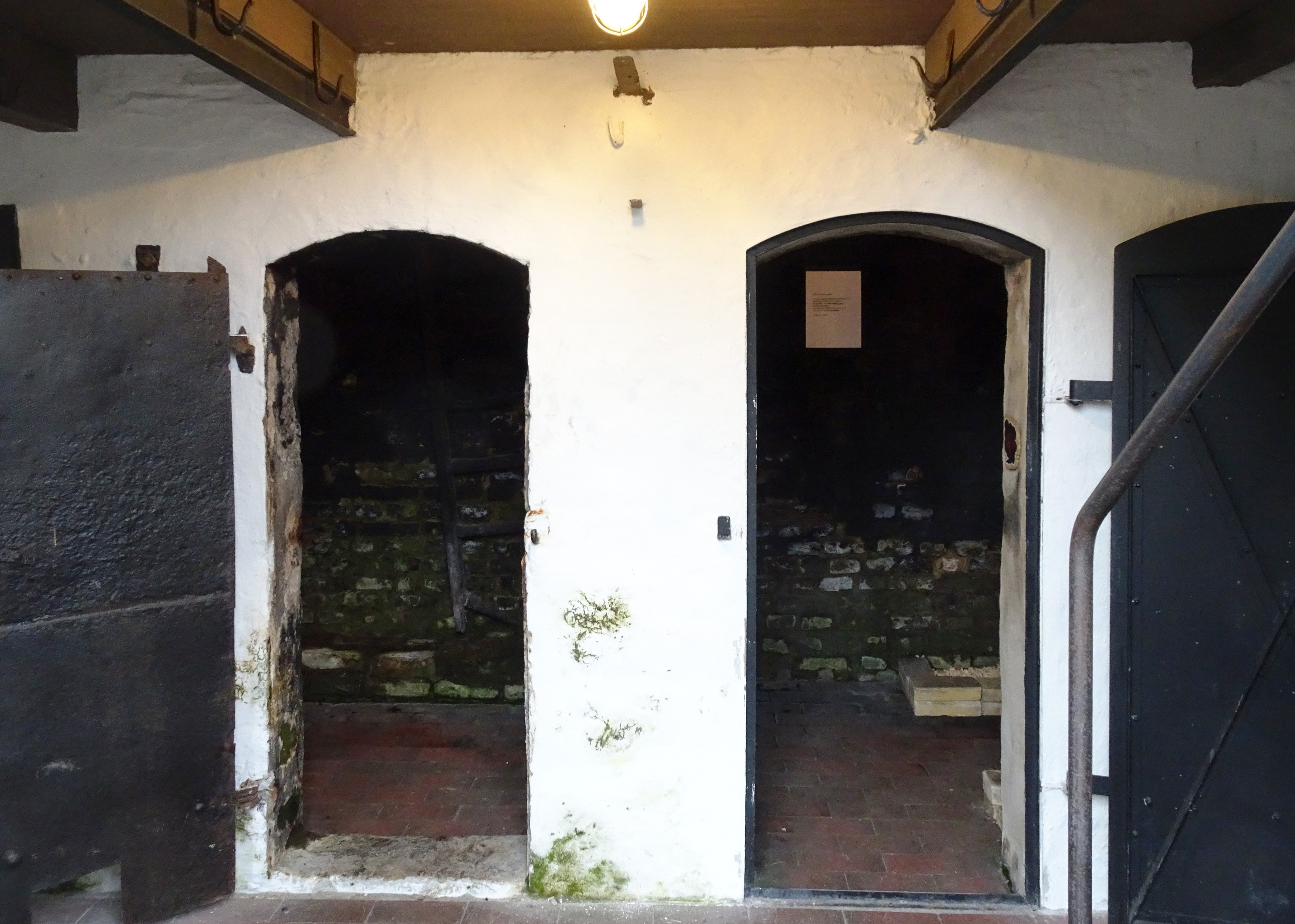
Rökkammare 1 och 2
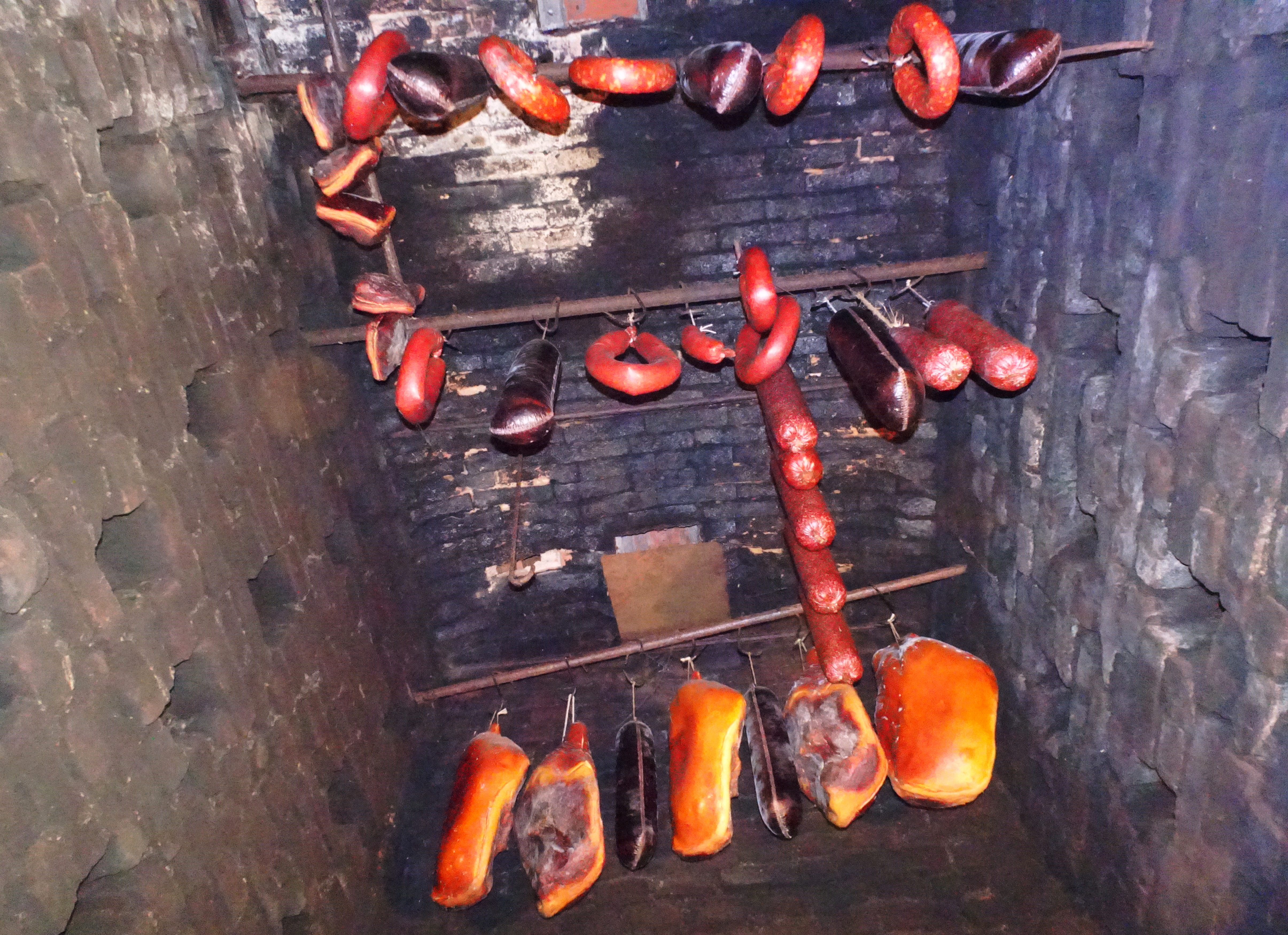
Rökkammare, vy rakt upp
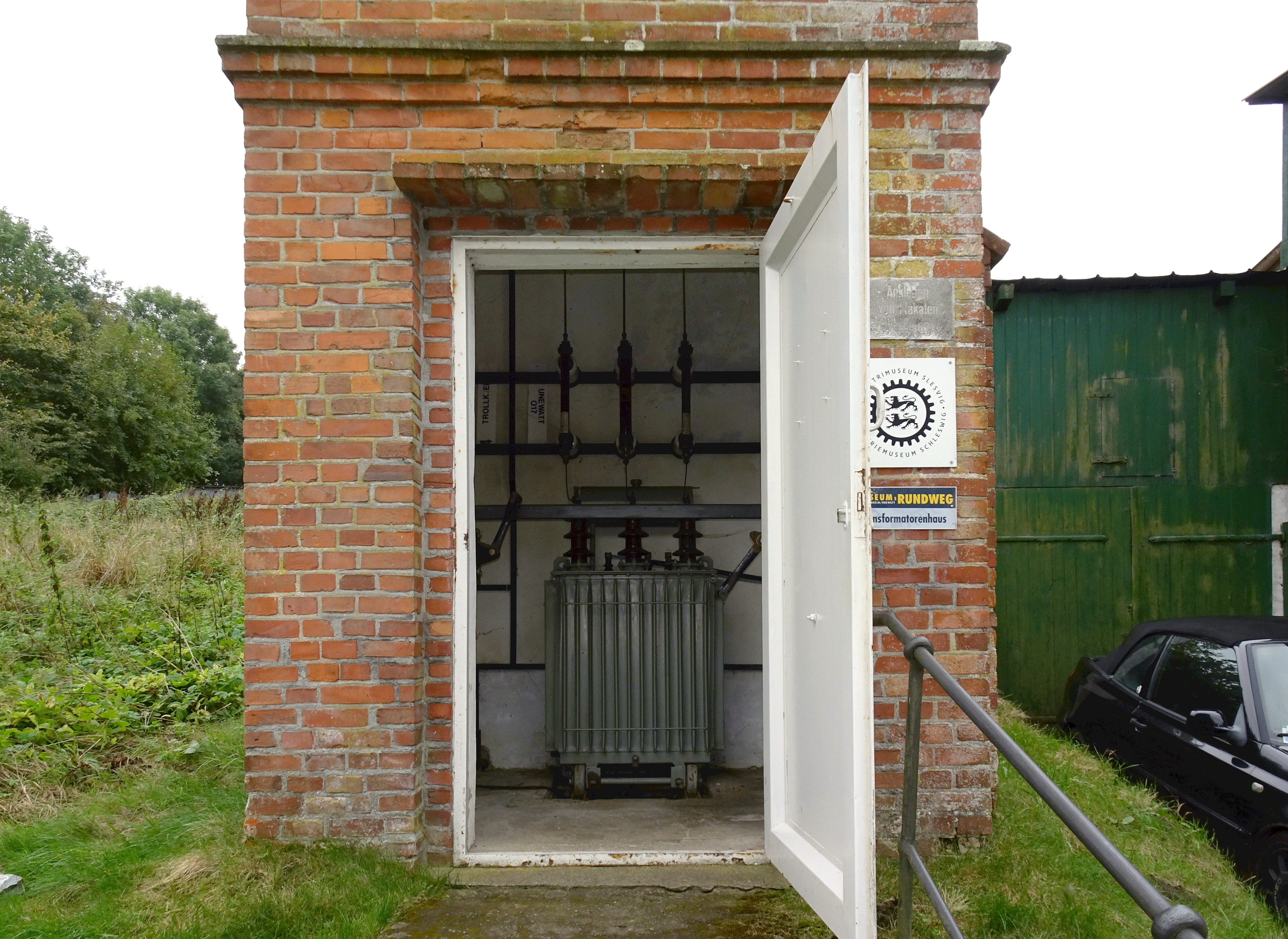
Transformatorhuset

### Smörkvarn (Buttermühle)
Mellan 1862 och omkring 1920 tillverkades här ost och smör för husbehov. Istället för muskelkraft nyttjades vattenkraft (därav efterleden Mühle, kvarn). Från en kvarndamm leddes vattnet till ett överfallshjul som brev mejeriets maskiner. Dagens anläggning är en rekonstruktion och ett tidigt exempel för mekaniseringen i Angelns jordbruk.

Smörkvarn
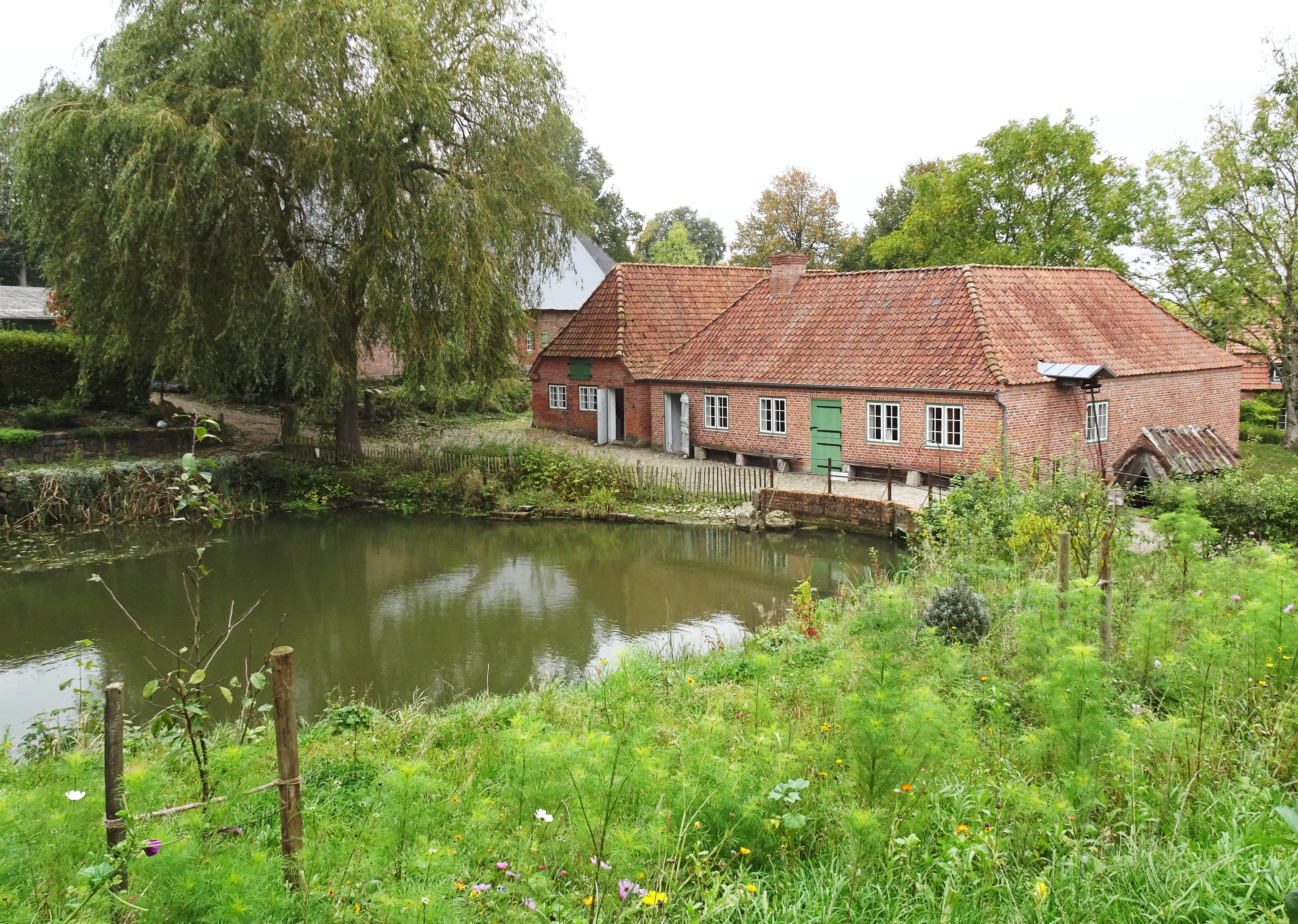
Kvarnbyggnaden med kvarndammen
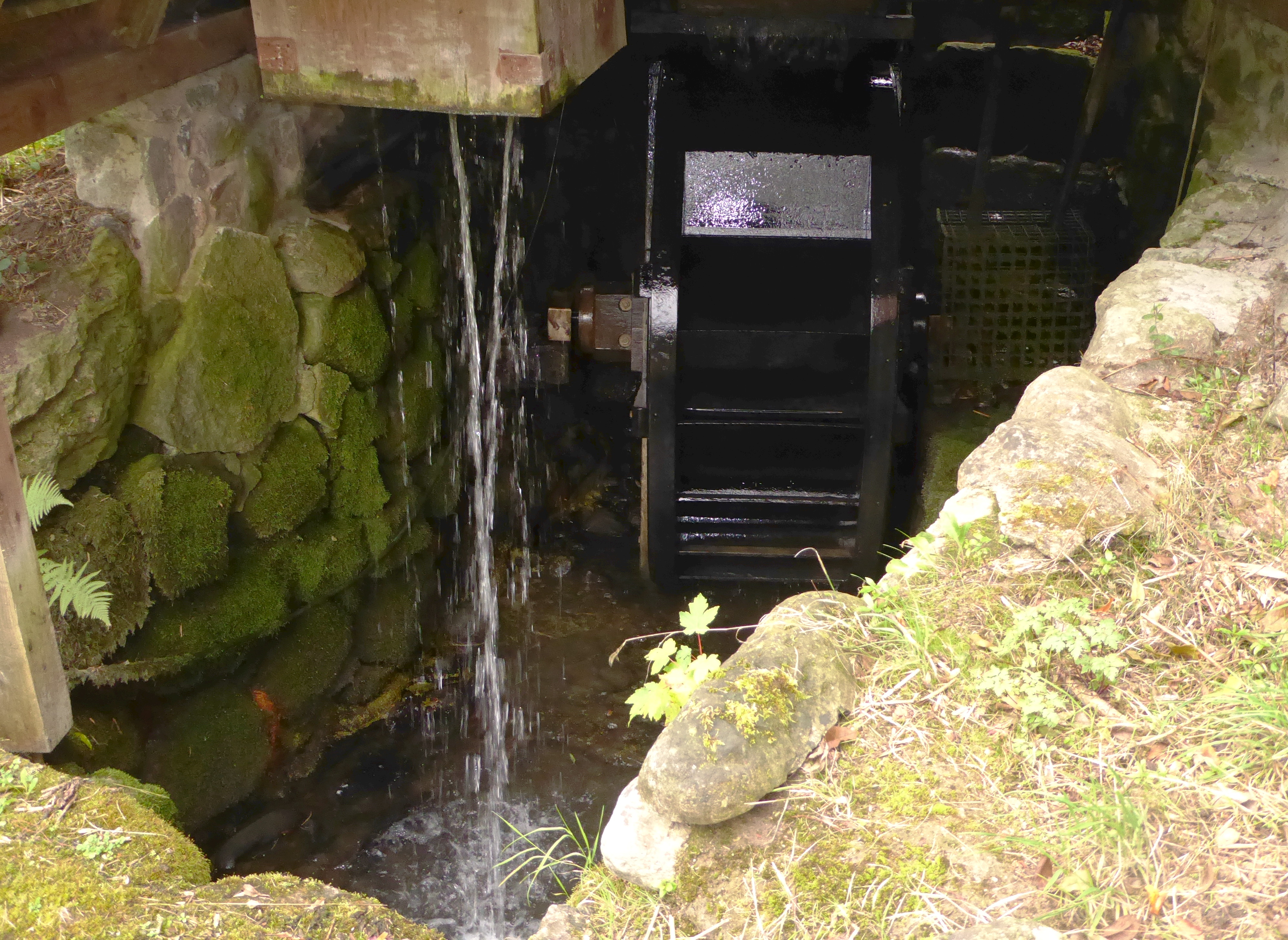
Kvarnhjul
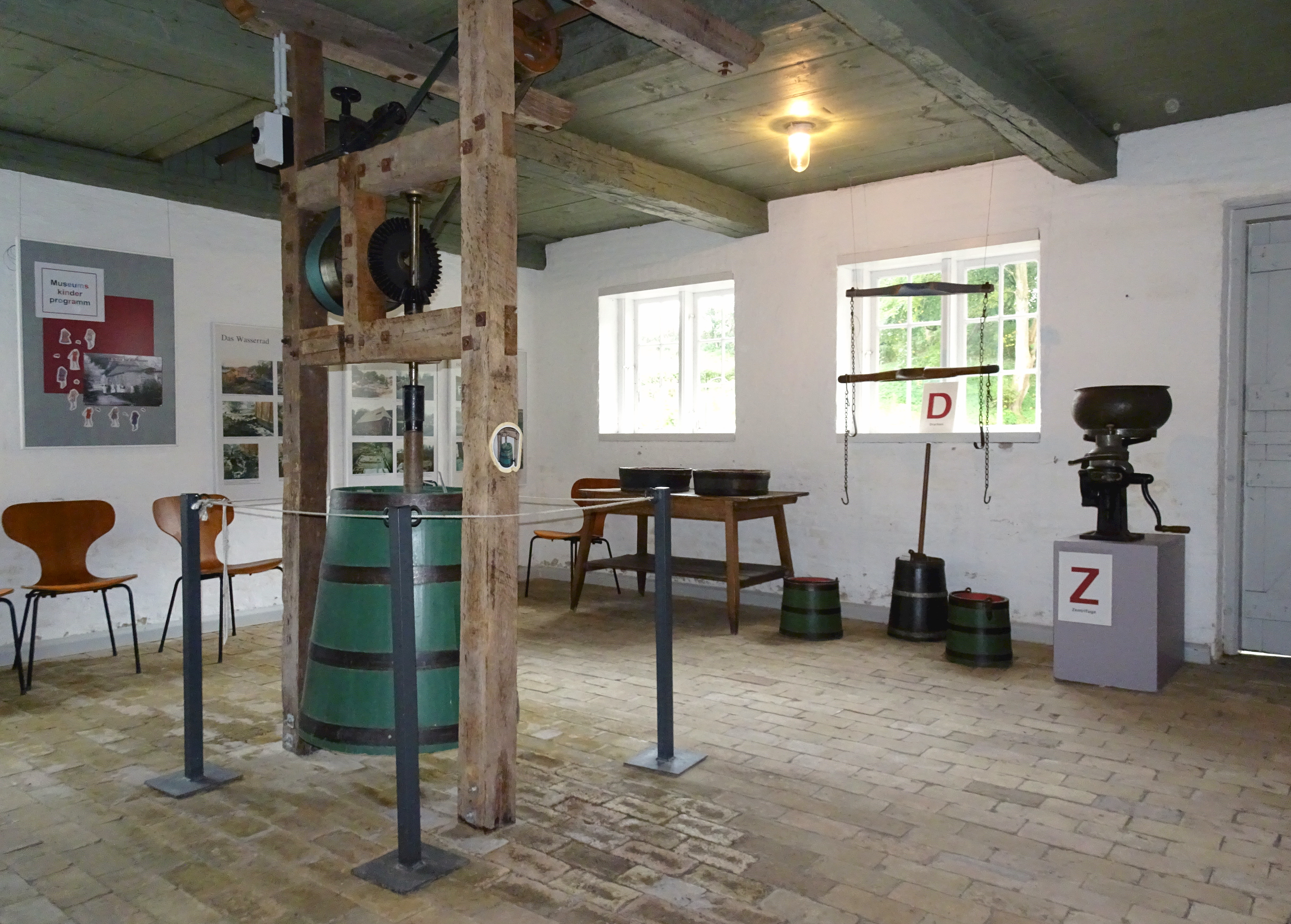
Utställning
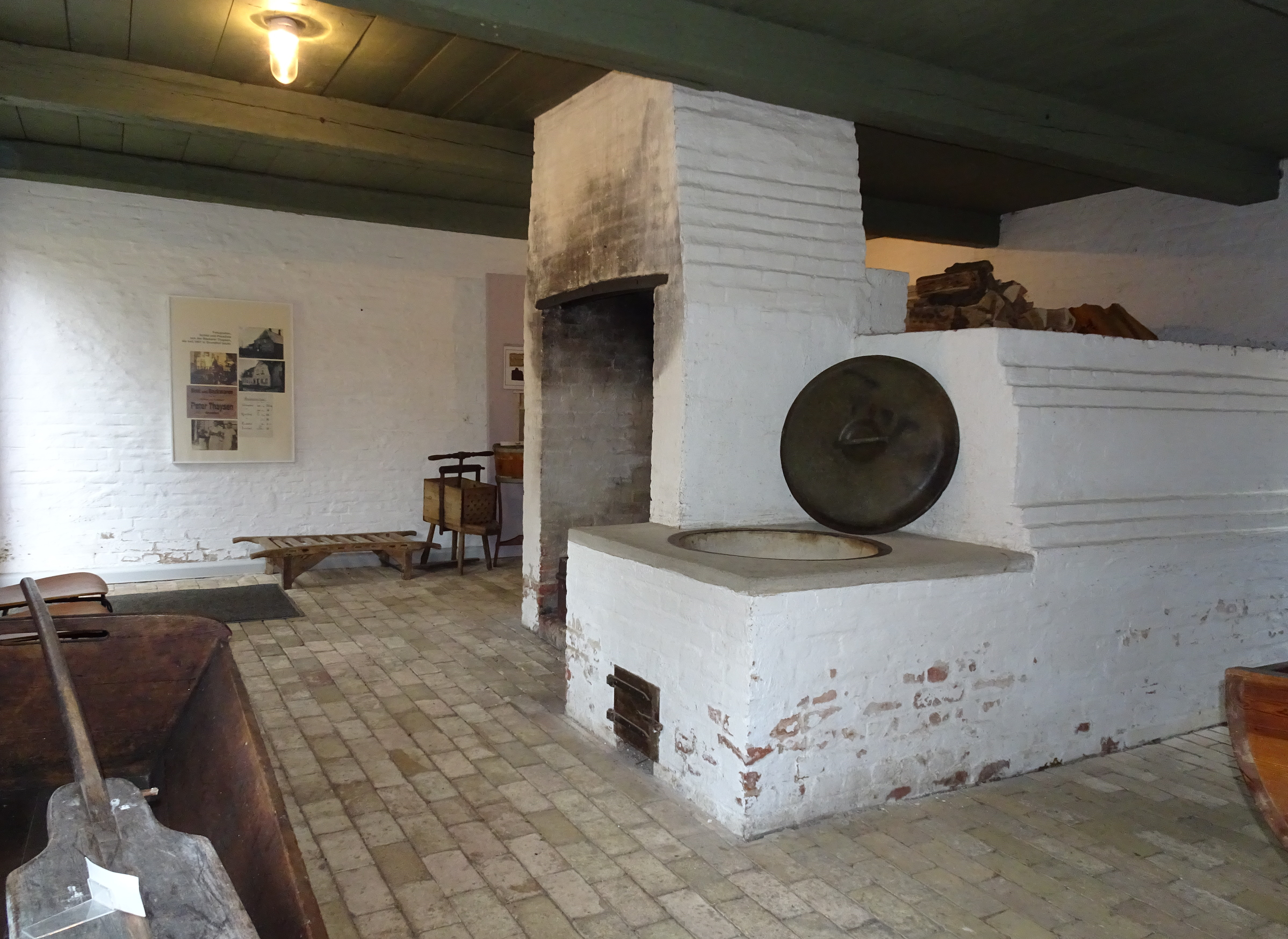
Bakugn

### Väderkvarnen ”Fortuna”
Väderkvarnen ”Fortuna” har blivit ett välkänt lantmärke vid Unewatt och omgivning. Kvarnen är en holländare med galleri och var i drift mellan 1878 och 1967. Med sina putsade fasader är kvarnen sällsynt. I början av 1990-talet återstod bara en ruin. Mellan 1994 och 1996 restaurerades kvarnen till en fullständig fungerande väderkvarn. I entrévåningen finns en utställning om själva kvarnen och om andra väderkvarnar i Schleswig-Holstein.

Väderkvarnen "Fortuna"
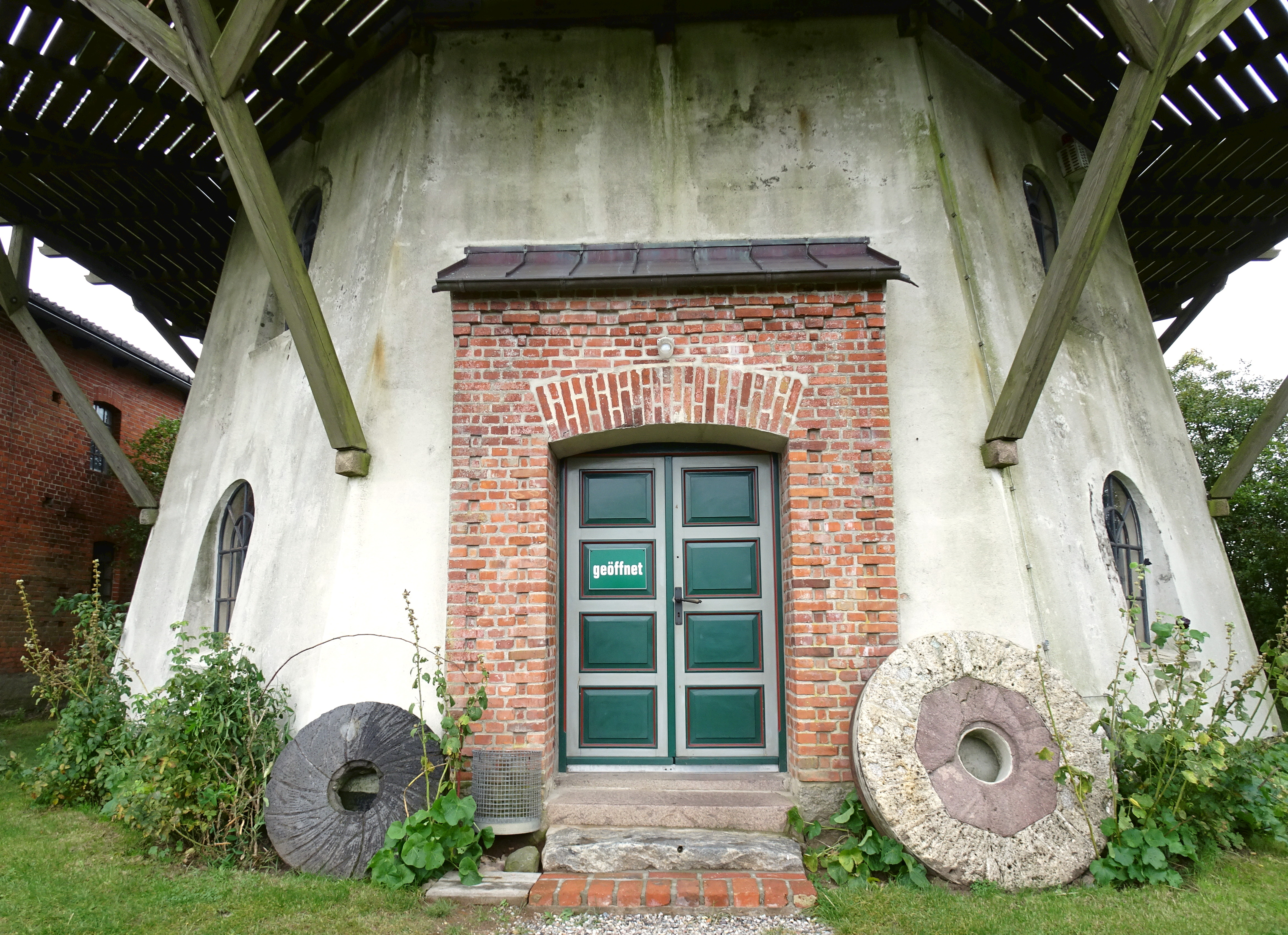
Entrén
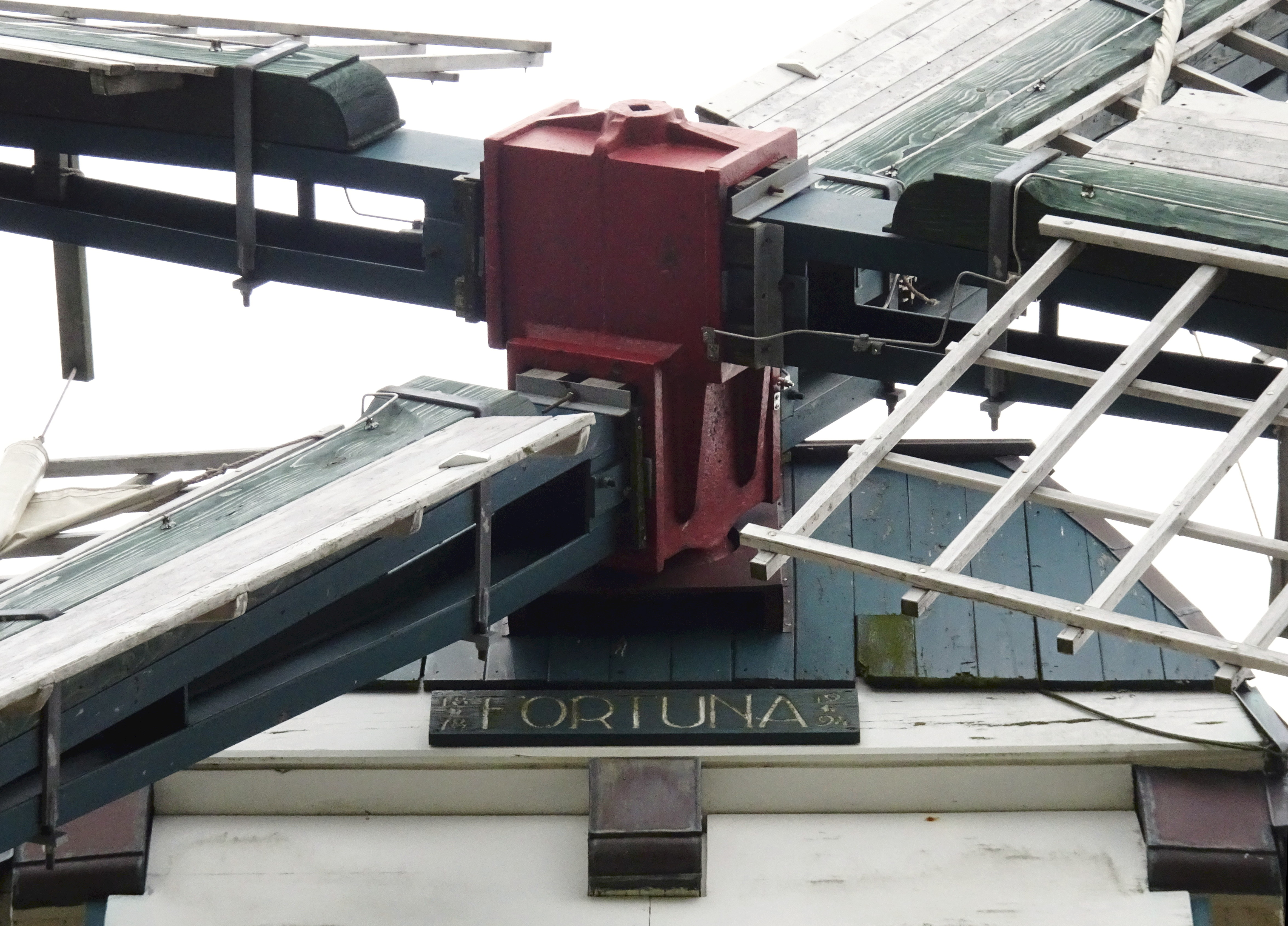
Vingaxeln
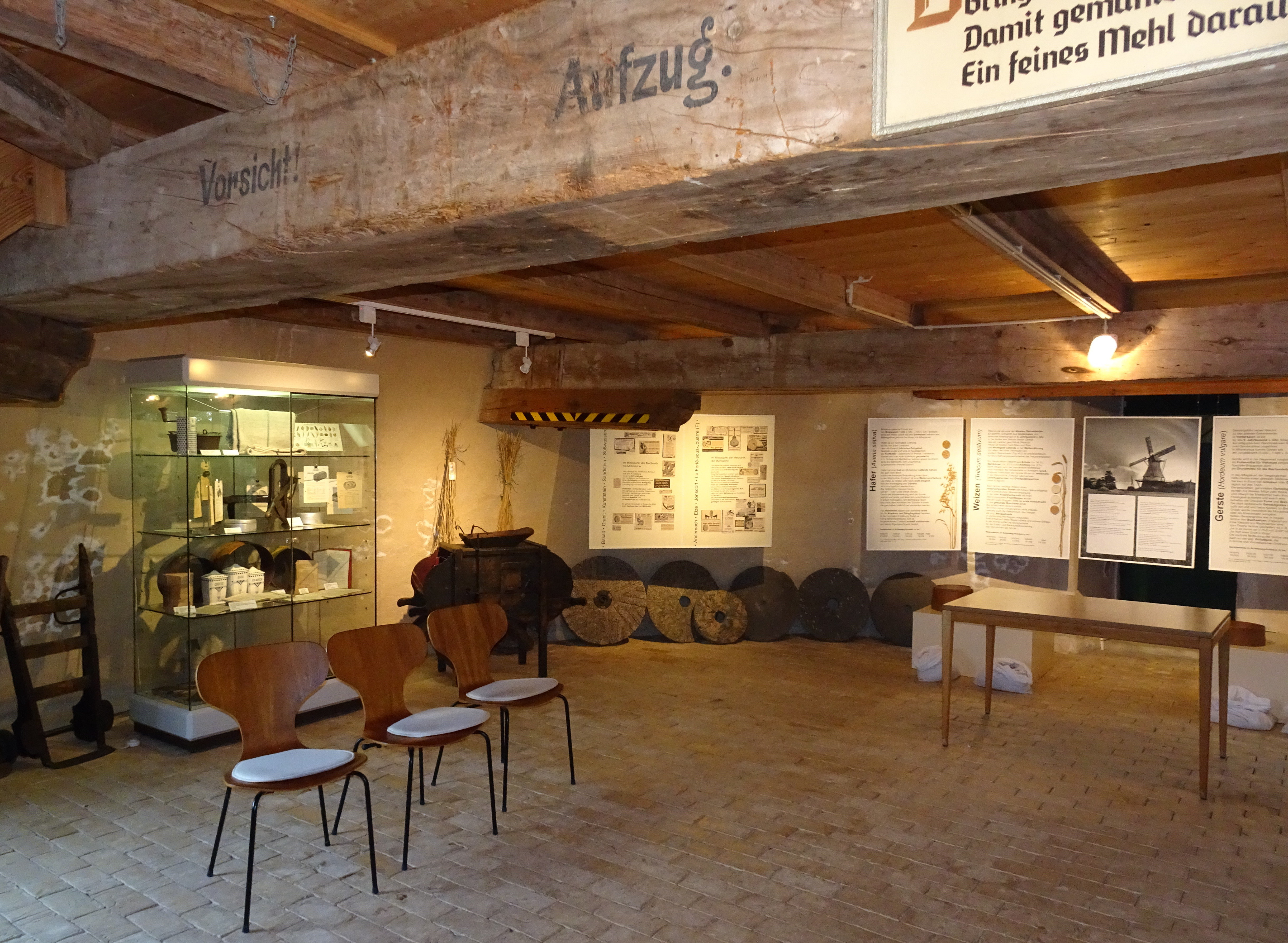
Utställning
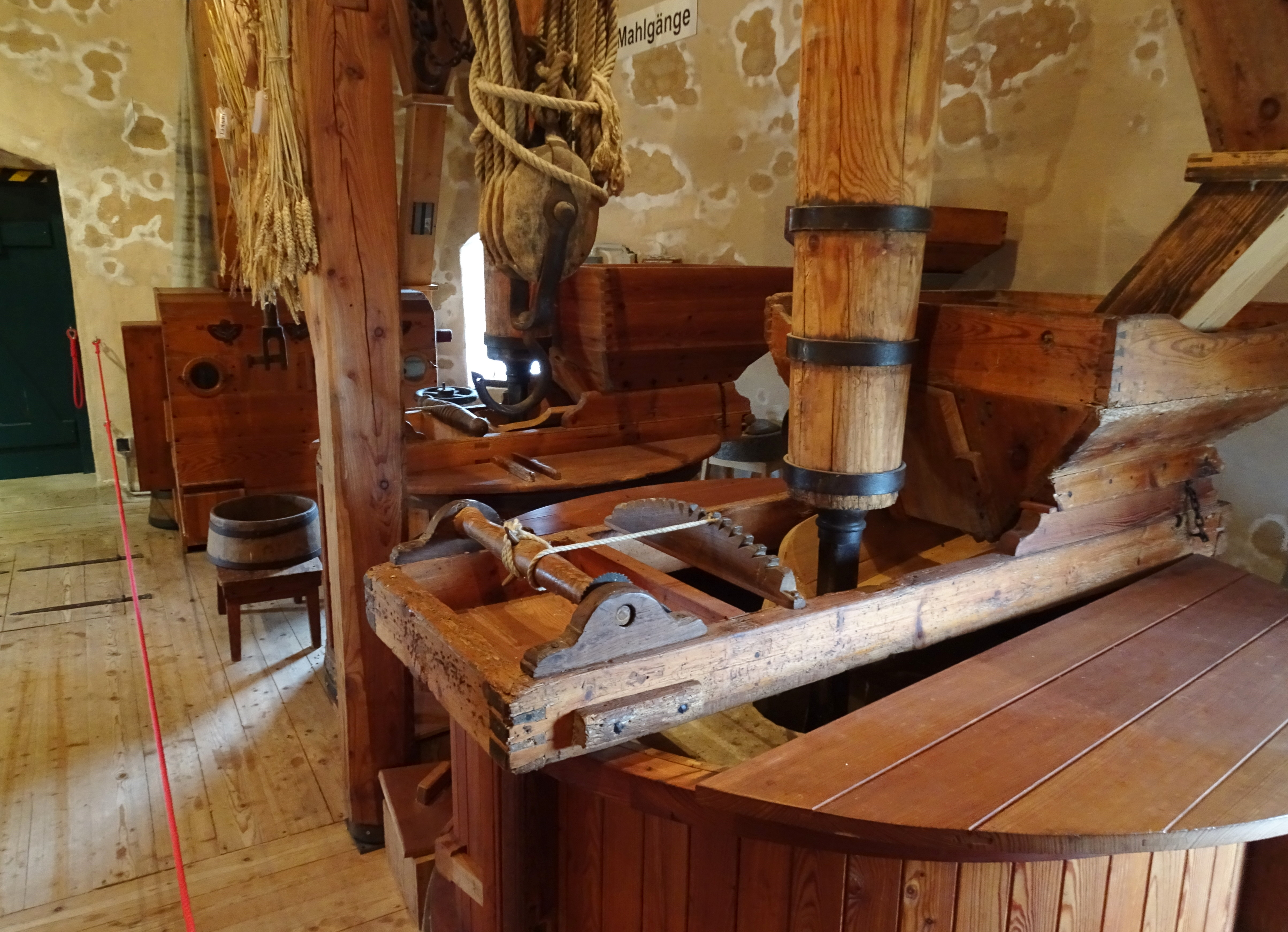
Kvarnstenarna

### Christensenladan (Christesen-Scheune)
Ladugården uppfördes 1895 av tegel med övre del av trä och är uppkallad efter en av sina ägare. Här fanns ursprungligen stall för kor och svin. I övervåningen förvarades hö och korn. 1987 brann anläggningen nästan fullständig ner men byggdes upp igen. I ramen för Landskapsmuseet Angeln fungerar byggnaden med sin cirka 1 000 m² stora golvyta som utställningshall för bland annat historiska jordbruksmaskiner. I övervåningen visas växlande temautställningar, huvudsakligen om traktens människor och historik.

Christesenladan
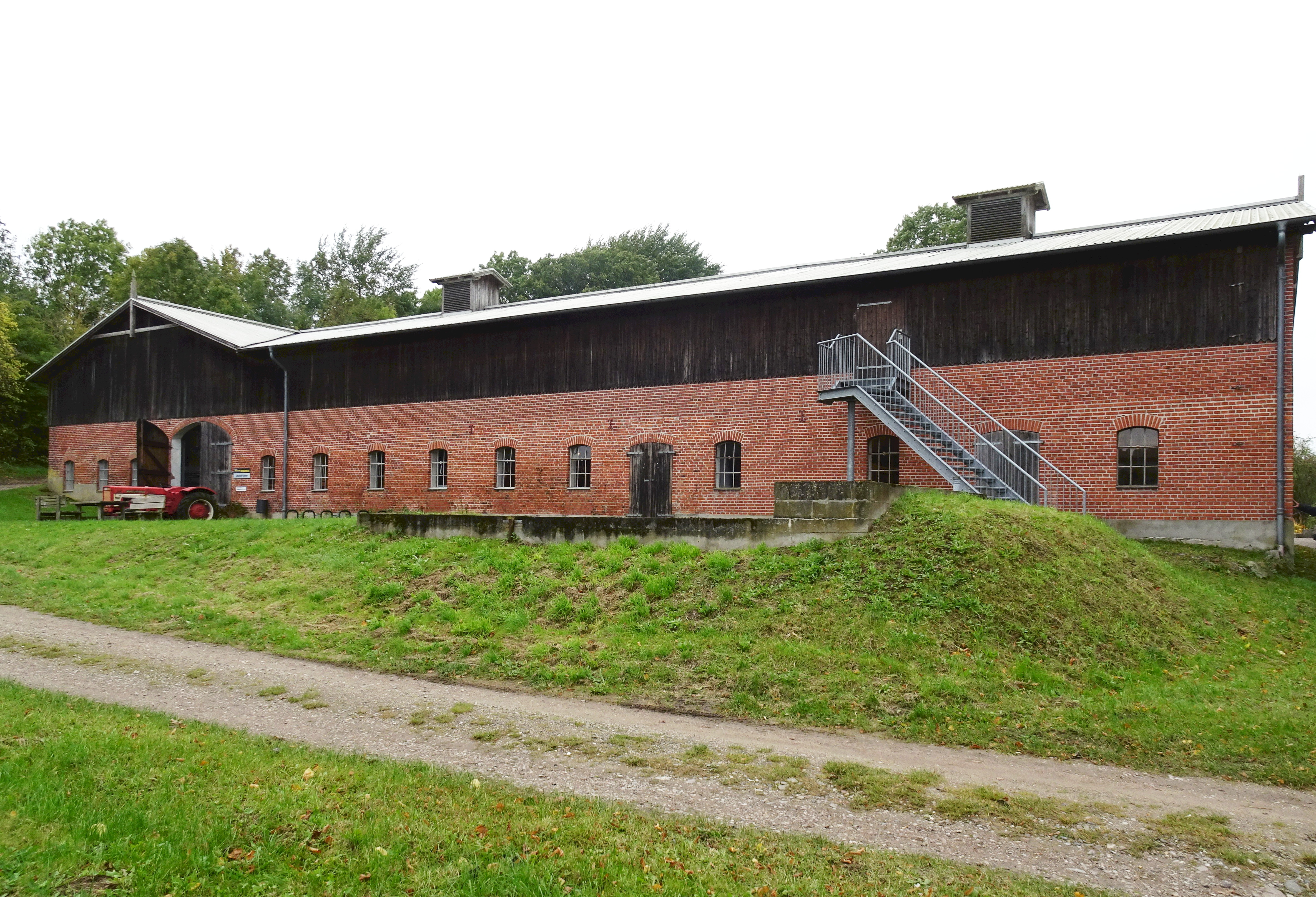
Ladan
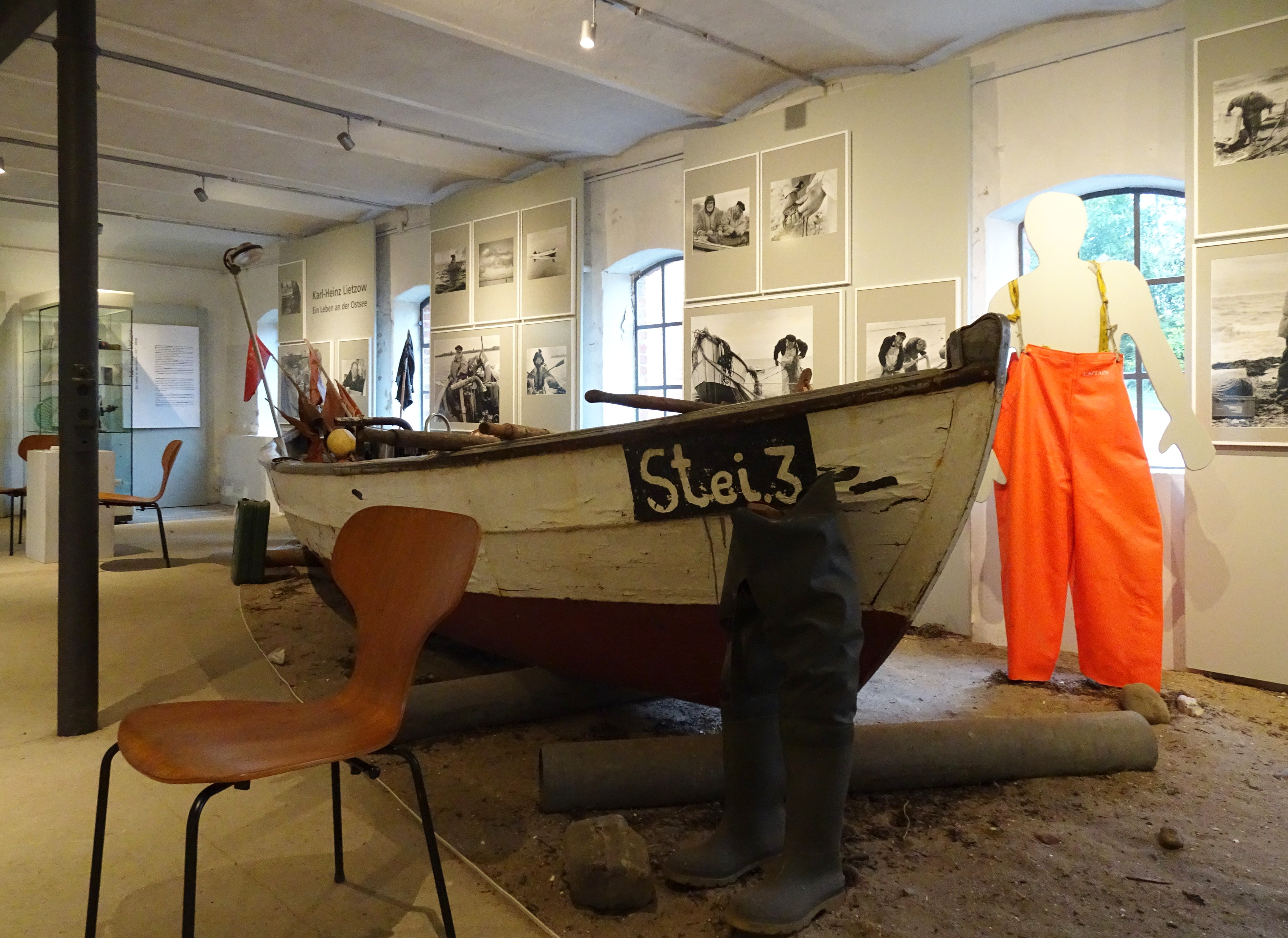
Utställning på bottenvåningen
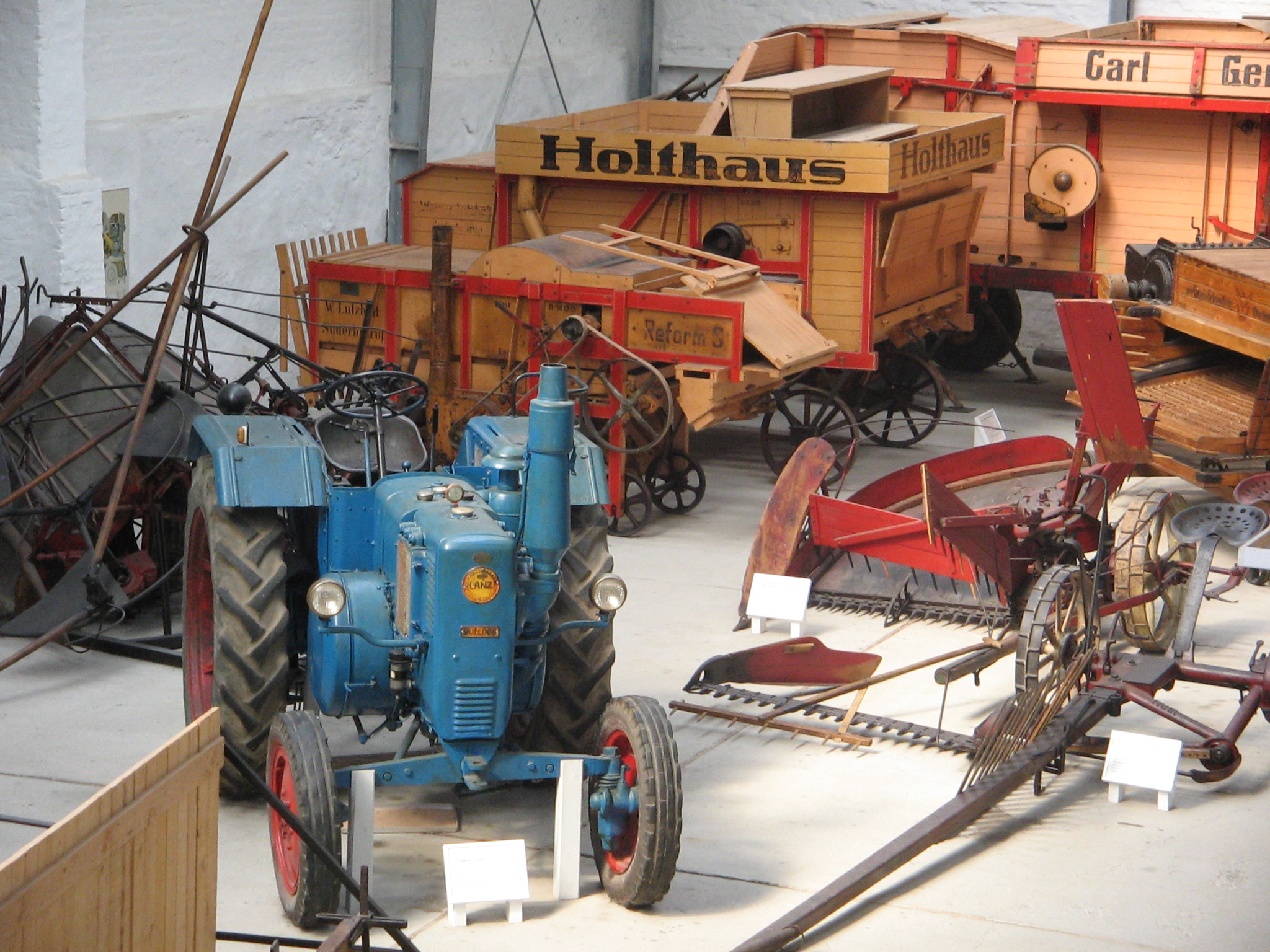
Historiska jordbruksmaskiner
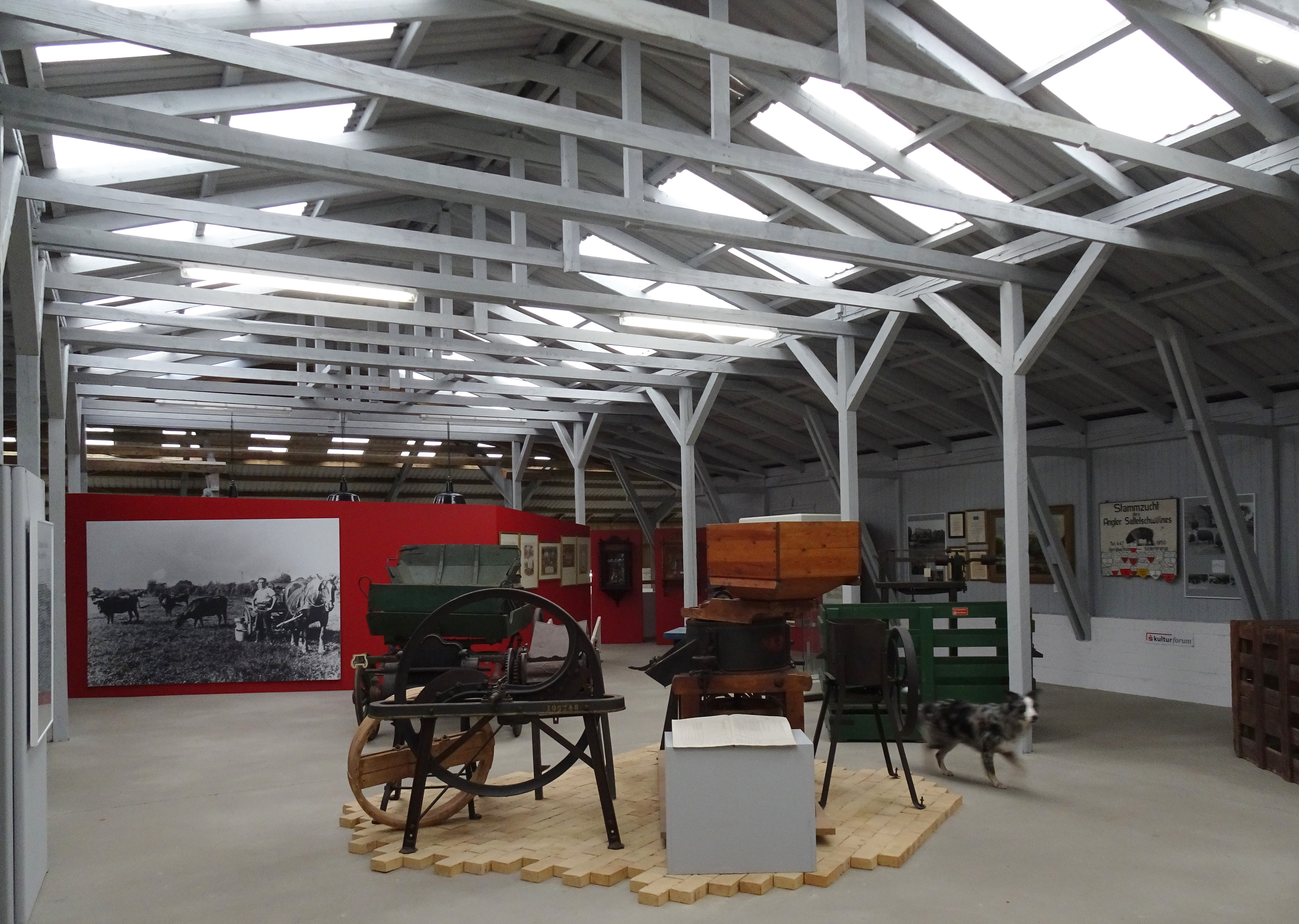
Utställning på övervåningen